# موريس تيت
موريس تيت (30 مايو 1895 في المملكة المتحدة - 18 مايو 1956 في المملكة المتحدة) (بالإنجليزية: Maurice Tate)‏ هو لاعب كريكت بريطاني (وحمل سابقاً جنسية المملكة المتحدة لبريطانيا العظمى وأيرلندا). شارك مع منتخب إنجلترا للكريكت.

## وصلات خارجية
- موريس تيت على موقع إي آس بي آن كريك إنفو (الإنجليزية)